# Вулиця Гоголя (Сміла)
Вулиця Гоголя — вулиця у місті Сміла Черкаської області. Розпочинається перехрестям з вул. Одеською неподалік фабрики ЛІВС та закінчується перехрестям з вул. Смоленською. Названа на честь українського письменника Миколи Гоголя.